# Georges Lemaître
Georges Edouard Lemaître (* 17. Juli 1894 in Charleroi, Belgien; † 20. Juni 1966 in Löwen, Belgien) war ein belgischer Theologe, katholischer Priester und Astrophysiker. Er gilt als Begründer der Urknalltheorie.

## Leben und Werk
Schon in jungen Jahren wollte Lemaître Priester und Wissenschaftler werden. Als 17-Jähriger wechselte er von einer Jesuitenschule zur Katholischen Universität Löwen. Im Ersten Weltkrieg kämpfte er als Freiwilliger in einer Artillerieeinheit der belgischen Armee. Nach dem Krieg setzte er seine Studien in Löwen fort, wechselte jedoch vom Fach Technik zu Physik und Mathematik. Durch seine Kriegserlebnisse geleitet, schrieb er sich zusätzlich im Priesterseminar der Erzdiözese Mechelen ein.
1920 promovierte er mit der Arbeit L’approximation des fonctions de plusieurs variables réelles („Näherung von Funktionen mehrerer reeller Variablen“). 1923 wurde er zum Priester geweiht. Mit seinem von Charles-Jean de La Vallée Poussin erlernten starken mathematischen Hintergrund setzte er seine Studien nun bis 1924 an der Universität Cambridge fort, wo Arthur Eddington ihn in die moderne Stellarastronomie und die numerische Analyse einführte.
Zwischen 1924 und 1927 folgte ein Studium am Massachusetts Institute of Technology mit Promotion. 1925 übernahm er an der Universität Löwen eine Teilzeitprofessur.
In Löwen begann er, seine Ideen zur Expansion des Universums aufzuschreiben. Erstmals erschien seine Arbeit 1927 in den Annales de la Société scientifique de Bruxelles, einer eher wenig bekannten Fachzeitschrift. Damit erschien seine Arbeit, die bereits wesentliche Grundzüge der Expansion des Universums darlegte, zwei Jahre früher als die Arbeiten Edwin Hubbles, dem das Konzept von der Expansion des Universums bisher zugeschrieben wurde, und nach den entsprechenden Arbeiten des schon 1925 verstorbenen russischen Mathematikers Alexander Alexandrowitsch Friedmann, der diese Lösung der Einsteinschen Feldgleichungen nach heutigem Kenntnisstand zuerst fand. Friedmanns Arbeiten waren Georges Lemaître vermutlich nicht bekannt, sehr wohl aber Albert Einstein, der sie auch kommentierte.

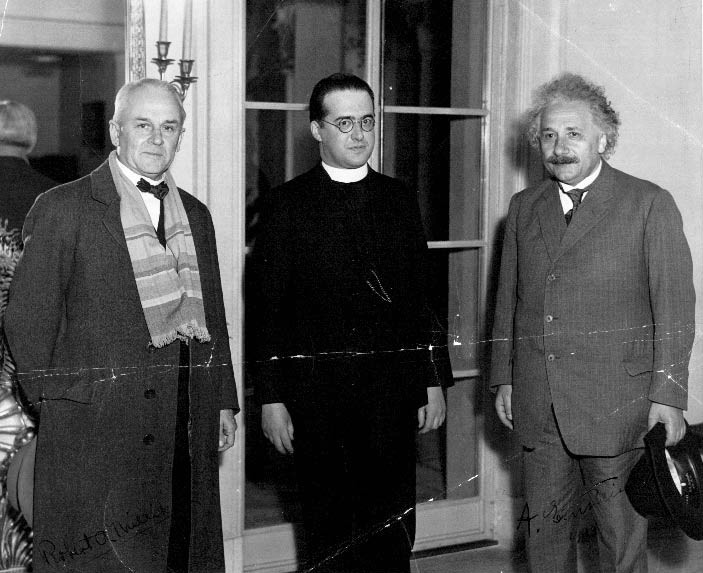
Lemaître (Mitte) zusammen mit Millikan und Einstein im California Institute of Technology, Januar 1933

Erst 1931 erschien der Aufsatz Lemaîtres, in welchem er die Idee des Urknalls als quantenphysikalischen Beginn der kosmischen Expansion in die Kosmologie einführte, auch auf Englisch, allerdings um die entscheidenden Passagen gekürzt, die die (heute) Hubble-Konstante genannte Konstante und Berechnungen über die Ausdehnungsrate des Universums betrafen. Da er selbst die Übersetzung ausführte, ließ er die Passagen aus, die seiner Meinung nach von Hubble 1929 schon detaillierter dargelegt waren. Obwohl Lemaître nie versuchte, ein Erstentdeckerrecht zu beanspruchen, sprach sich die Internationale Astronomische Union (IAU) als weltgrößte Astronomenvereinigung mit gut 12.000 Mitgliedern nach einer Abstimmung im Oktober 2018 dafür aus, die Hubble-Relation, die den Zusammenhang zwischen Entfernung und Geschwindigkeit beschreibt, Hubble-Lemaître-Beziehung zu nennen.
Lemaître beschäftigte sich zwangsläufig auch mit der Frage nach der Vereinbarkeit von jüdisch-christlicher Schöpfungslehre aus der Genesis und wissenschaftlicher Urknalltheorie. Er wurde mit Vorstellungen konfrontiert, dass die Urknalltheorie die Schöpfung der Welt durch Gott beweisen würde; dies lehnte er ab. Er profanierte hingegen die jüdisch-christliche Schöpfungslehre und ging von Augustinus Confessiones (Kap. 12, Nr. 8) aus, wobei zwei durch einen „Schleier“ getrennte dies- und jenseitige Mysterien beschrieben wurden. Den Urknall, mit der Erschaffung von Raum und Zeit, stellte er dem „es werde Licht“ (lat. fiat lux) aus Genesis 1,3  der jüdischen Thora gegenüber. Im Dezember 1940 wurde er aufgrund seiner wissenschaftlichen Leistungen in die Päpstliche Akademie der Wissenschaften berufen. 1960 wurde Lemaître Präsident der Akademie. Mit diesem Amt, das er bis zu seinem Tode bekleidete, war die Verleihung des Titels eines päpstlichen Prälaten verbunden.
In den 1950er Jahren verfolgte Lemaître mit großem Interesse das Aufkommen der elektronischen Rechenanlagen, der Computer. 1958 ließ er den ersten derartigen Apparat der Universität Löwen installieren, eine Burroughs E 101.
1964 wurde er emeritiert. Zu seinen berühmtesten Schülern zählen André Deprit, einer der Erfinder der modernen Technik der schnellen Fourier-Transformation (mathematischer Algorithmus), und Georges Papy, Spezialist der Didaktik der modernen Mathematik. Zeit seines Lebens blieb er ein Einzelgänger, der nicht viele Kontakte zu Wissenschaftlerkollegen pflegte. Seine Korrespondenz ist minimal.
Kurz vor seinem Tod erfuhr Lemaître noch von der Entdeckung der kosmischen Mikrowellenstrahlung, die seine Theorie erhärtete.

## Urknalltheorie

Illustration der Entstehung des Universums aus dem Urknall

Lemaître stellte seine Ideen auf einem Kongress in London vor, der sich mit dem Ursprung des Universums und der Spiritualität beschäftigte. Er beschrieb seine Vorstellungen vom Ursprung des Universums als Uratom, „ein kosmisches Ei, das im Moment der Entstehung des Universums explodierte“. In diesem Uratom soll die gesamte heute im Universum vorhandene Materie zusammengepresst gewesen sein. Er zog dabei unter anderem die Rotverschiebung weit entfernter Galaxien heran. Seine Kritiker bezeichneten danach die Theorie als Urknalltheorie (oder Big Bang). Eddington und auch Einstein lehnten sie zuerst ab, weil sie ihrer Meinung nach zu sehr an eine religiöse Vorstellung von der Erschaffung der Welt angelehnt war, und weil sie vom physikalischen Standpunkt aus viele Unschönheiten hatte, wie beispielsweise Singularitäten. Der Streit darüber hielt über mehrere Jahrzehnte an. Auf einer gemeinsamen Reise nach Kalifornien gelang es Lemaître schließlich, Einstein von seiner Theorie zu überzeugen, nachdem er sie ihm in allen Einzelheiten dargelegt hatte.
Auf einer Tagung im November 1951 akzeptierte die Päpstliche Akademie der Wissenschaften Lemaîtres Theorie. Papst Pius XII. führte dies in einem abschließenden Vortrag – der mit dem Urknall zeitlich festlegbare Anfang der Welt sei einem göttlichen Schöpfungsakt entsprungen – wie folgt aus:

„Mit dem gleichen klaren und kritischen Blick, mit dem er [der aufgeklärte moderne wissenschaftliche Mensch] die Fakten prüft und beurteilt, erblickt und erkennt er das Werk der schöpferischen Allmacht, deren Tugend, angeregt durch das mächtige ‚Fiat‘, das vor Milliarden von Jahren vom Schöpfergeist ausgesprochen wurde, sich im Universum entfaltete, der mit einer großzügigen Geste der Liebe die überbordende Energiematerie ins Leben ruft.

Es scheint wirklich, dass es der heutigen Wissenschaft, die plötzlich Millionen von Jahrhunderten zurückgreift, gelungen ist, Zeuge dieses ursprünglichen ‚Fiat Lux‘ zu werden, als aus dem Nichts ein Meer aus Licht und Strahlung mit Materie hervorbrach, während die Teilchen chemischer Elemente sich spalteten und wieder vereinten in Millionen von Galaxien.“

Dabei betonte Papst Pius XII., dass dies kein absoluter Beweis sei. Das Wort „Urknall“ benutzte er in seiner Ansprache ebenso wenig wie den Namen des Begründers der Idee des Urknalls, Georges Lemaître.
Papst Franziskus formulierte dazu in seiner Rede zur Vollversammlung der Päpstlichen Akademie der Wissenschaften 2014 u. a. Folgendes:

„Der »Big-Bang«, der Urknall, den man heute an den Anfang der Welt setzt, steht nicht in Widerspruch zum göttlichen Schöpfungsplan, er verlangt nach ihm. Die Evolution in der Natur steht nicht im Kontrast zum Begriff Schöpfung, denn die Evolution setzt die Erschaffung der Wesen voraus, die sich entwickeln.“

## Ehrungen
- Am 17. März 1934 erhielt Lemaître den Francqui-Preis, die höchste wissenschaftliche Auszeichnung Belgiens, aus der Hand König Leopolds III.
- 1936 Jules-Janssen-Preis
- 1954 und 1956 wurde Lemaître für einen Nobelpreis vorgeschlagen.[13]
- Das klassische Standardmodell der Urknalltheorie wird nach ihm Lemaître-Universum genannt.
- Anlässlich seines 100. Geburtstages hat seine Geburtsstadt Charleroi die zum Flughafen führende Hauptstraße nach ihm benannt.
- Das Institut für Astronomie und Geophysik der Katholischen Universität Löwen trägt seinen Namen.
- Ein Asteroid des Hauptgürtels, (1565) Lemaître, wurde nach ihm benannt.
- Der Mondkrater Lemaître trägt seinen Namen.
- Das fünfte Automated Transfer Vehicle (ATV) der ESA zur Versorgung der Internationalen Raumstation trug den Namen Georges Lemaître.[14]